# Czerniejewo
Czerniejewo (in tedesco Schwarzenau) è un comune urbano-rurale polacco del distretto di Gniezno, nel voivodato della Grande Polonia.
Ricopre una superficie di 112,01 km² e nel 2004 contava 6 880 abitanti.